# 美國參議院圖騰
美國參議院圖騰指的是專屬於參議院的代表性圖樣與實物，及因其圖樣而出的實物，與因其實物而生的圖樣。多種多樣，包括其徽記、《鷹與盾》、以及參議院法槌。

## 徽記
美國參議院徽記用於美國參議院關防上，以之檢證若干特定公文。其圖樣有時亦作為參議院之象徵與圖騰，出現於其官方旗幟等處。現行版本可上溯至1886年，為創自1789年的參議院使用迄今的第三版徽記。院徽之運用嚴格受限於聯邦法律等條規，故罕見使用。在公共場合更常見的是其替代性的非官方圖樣。

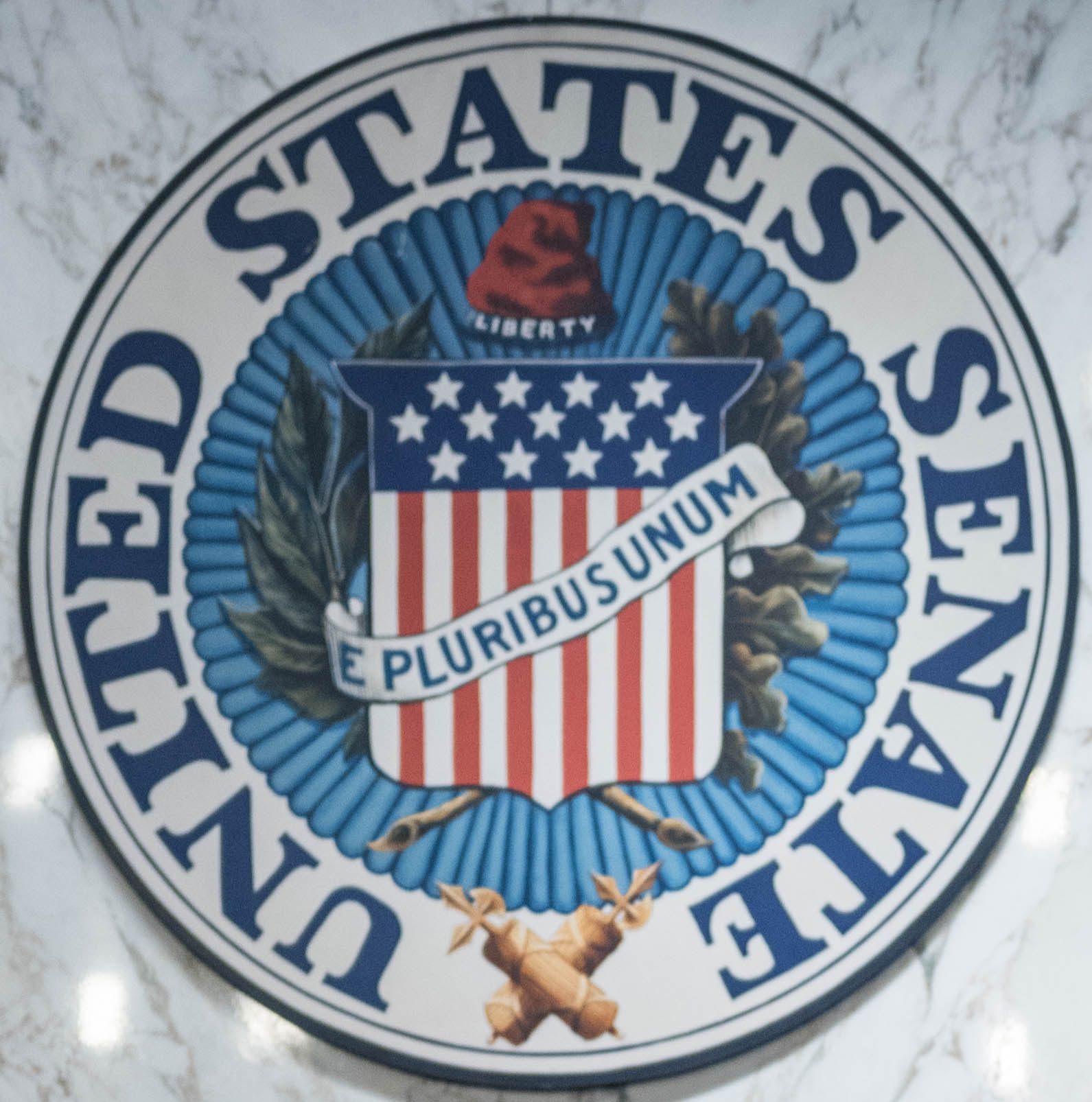
參議院聽證室內的徽記。

院徽是一面上半十三顆五芒星下半十三條紋的盾牌，其上浮繞「合眾為一」卷軸。盾左是象徵和平的橄欖枝，盾右是象徵力量的橡枝；上方有一頂紅色的自由帽，下方是交叉的束棒，分別代表自由和權威。盾牌射出藍色光芒，周圍繞之以「合眾國參議院」字樣。院徽中的一些設計元素沿用自美國國徽。

### 用途
院徽鈐記於彈劾文件上，以及同意國際條約之決議文，亦出現在參議院所認可之任命狀、表彰狀、及受矚目之決議，等等副本上。其他用途包括資格認證，用於參議員及總統和副總統的選舉人團。關防由參議院秘書長加以保管，其人亦可授權其他指定用途。 自二十世紀起，已授權給美國參議院政黨領袖使用。
以任何合理方式運用參議院徽記造成受美國政府所支持或批准的錯誤印象，盡屬違法。

### 描繪

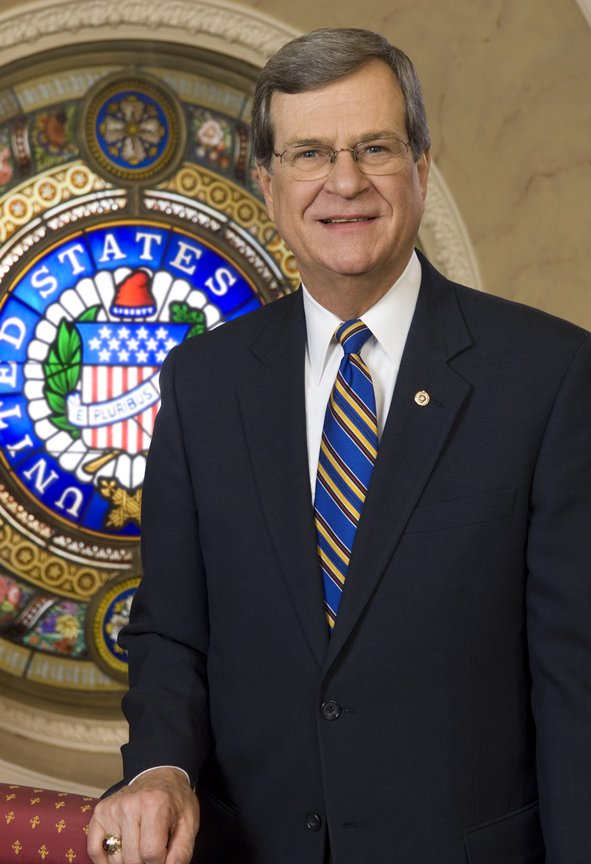
特倫特·洛特於參議院徽記旁留影

院徽描畫於美國國會大廈一扇玻璃彩窗上。該建物內的四座大樓梯各有一扇大型玻璃彩窗，圖樣各不相同。位於國會大廈參議院一側的玻璃窗最初繪的是帶盾牌和美國國旗的鷹，卻在1960年代意外毀損。其後最初填以毛玻璃，再換成參議院徽記彩現。從另一側的辦公室（S-210房，現為多數黨黨鞭辦公室）也能看到這扇玻璃窗。其上的圖像曾是2002年至約2006年的參議院網頁主題。
參議院直到1980年代才有官方旗幟，當時政府大多數其他的機構、部門、和辦公室都已有正式旗幟。1984年4月，夏威夷州參議員丹尼爾·井上提議參議院委託設計一面基於院徽設計的官方旗幟。在回絕幾份申請案後，委員會改向陸軍紋章學會尋求協助，學會的提案是正中帶參議院徽的海軍藍旗幟。該案於1987年獲批准後，院旗於1988年3月上市。各參議員和各委員會限用兩面，並受院徽的一般性限制，僅限參議院內部使用，嚴禁商業用途。哈特大樓中央的聽證室內主席台上方亦懸有參議院院旗。
參議院徽和司法部徽同見於1998年的羅伯特·甘迺迪一美元紀念幣背面，象徵甘迺迪在美國政府的職涯，他先後擔任美國司法部長及紐約州聯邦參議員。
至少在1960年代，參議院秘書室天花板上也彩繪了院徽。

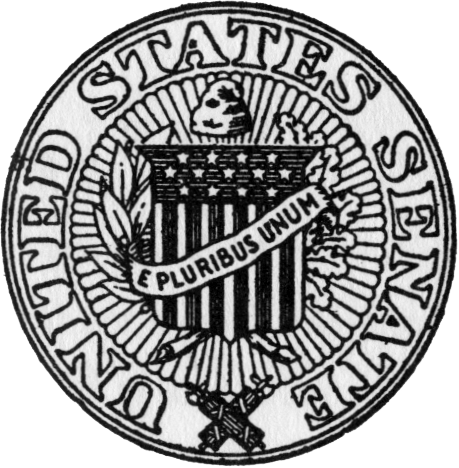
摘自1966年的《參議院徽記史》（History of the Senate Seals
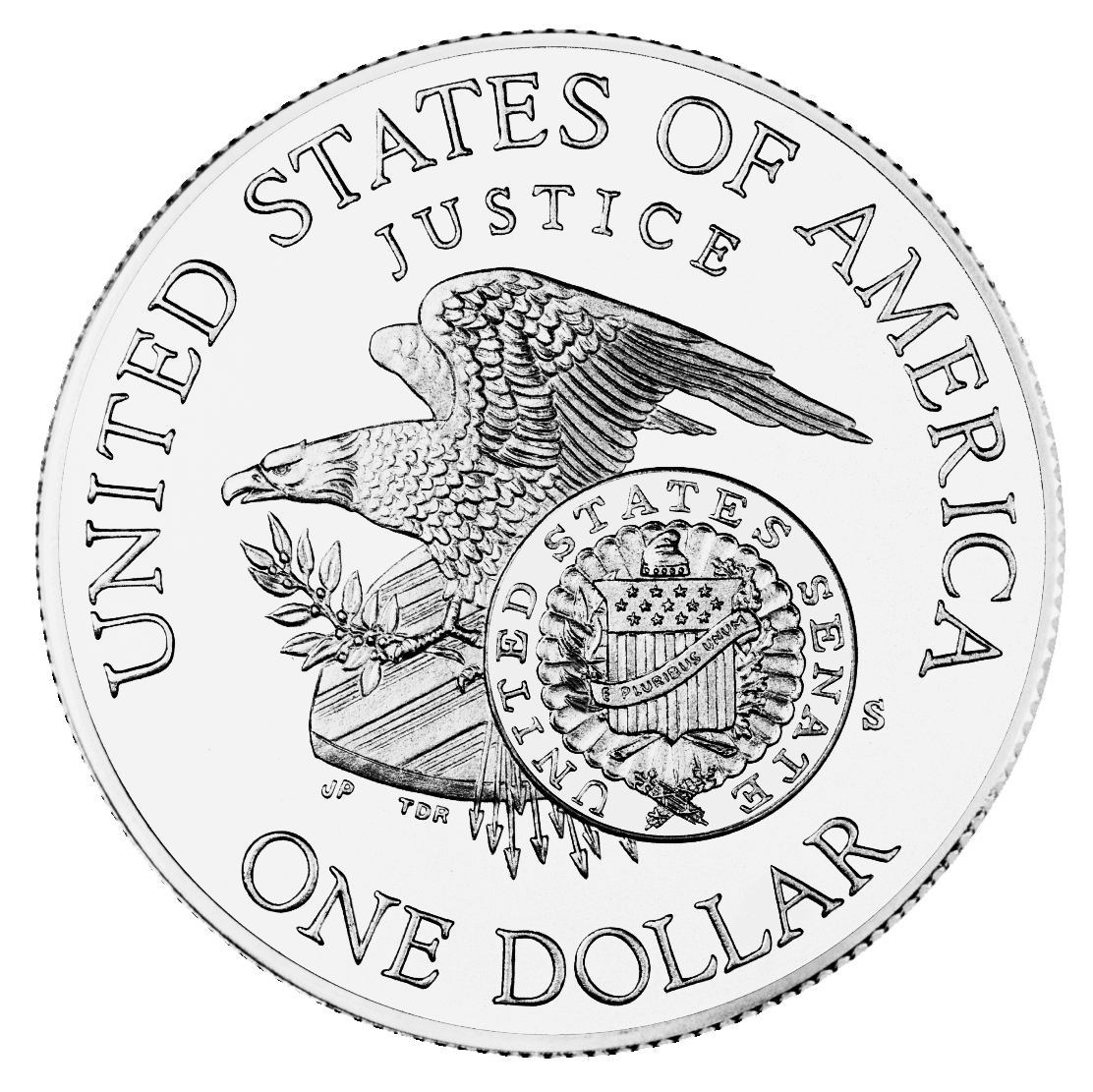
羅伯特·甘迺迪銀元（英语：Robert F. Kennedy silver dollar）背面
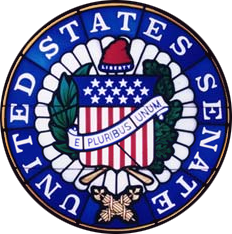
國會大廈玻璃彩窗

### 歷史

#### 1790年代的徽記

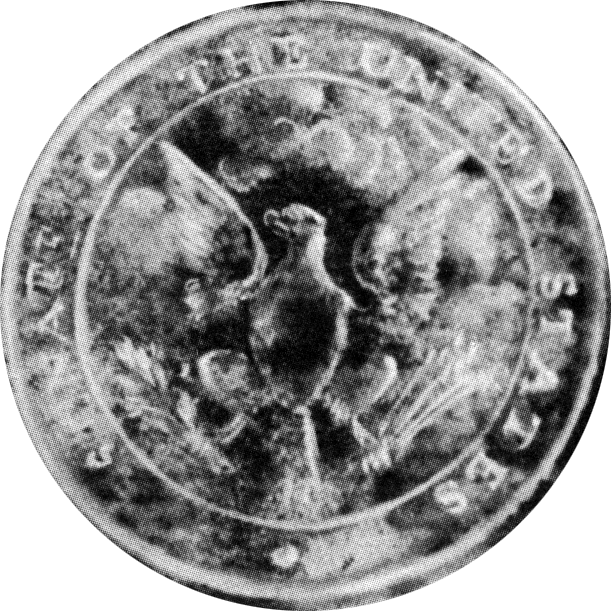
1798年至1804年所用的徽記

1790年代於首次費城召開會議時，參議院眾多早期成員即交相贊譽外觀精美的國徽到重現其於議場地毯上，也採行類似的設計用於首枚正式院徽。

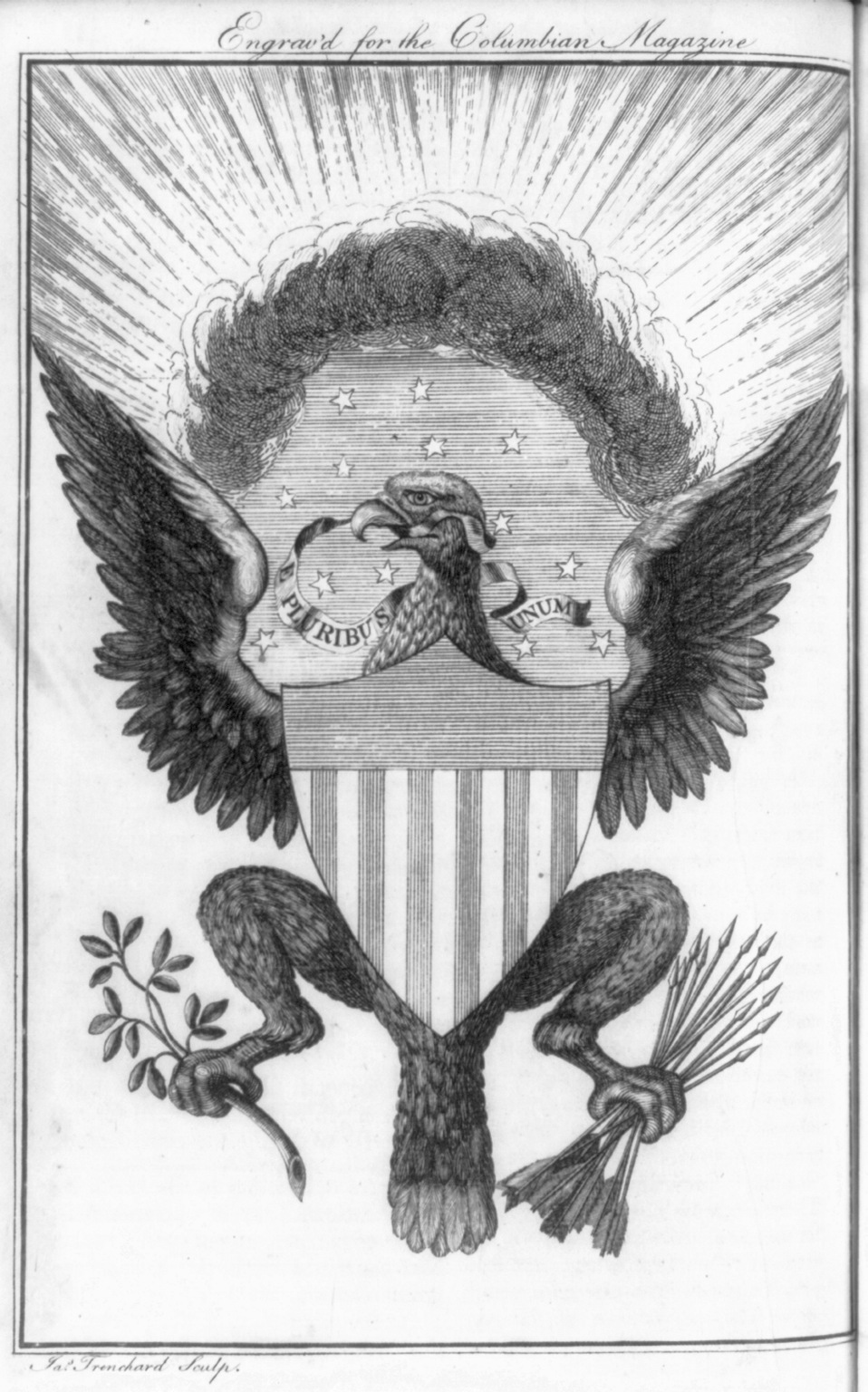
詹姆斯·全查德的1786年國徽

第一個設計是胸前覆盾的鷹，左爪抓橄欖枝，右爪握箭。鷹上方有光芒穿出雲層，象徵新國家的誕生。圖案周圍環繞全大寫的“合眾國參議院”。雖很明顯是參酌美國國徽所設計，但雕製細節卻大異其趣。上面的盾牌作鏟形，而非國徽上那為大眾熟知的形狀；鷹喙中無卷軸，雲層和光芒的圖樣亦有異；銘文顯示是特為參議院所製（國徽上則根本沒有銘文）。整體設計實更近於詹姆斯·全查德為《哥倫比亞雜誌》1786年9月號所製作者。後來，在製作參議院徽記的同一時期，全查德的國徽也被用於華盛頓總統所頒發的一些印第安和平勳章背面。
這一版的徽記究於何時由何人所製，已不可考。
此徽記所知首次使用是1798年3月鈐記於田納西州參議員威廉·布洛恩特的彈劾傳票上。六年後，此徽鈐上另一份彈劾傳票，這次是給聯邦法官約翰·皮克令的，及於其受審期間的其他文件。

#### 1831年的徽記

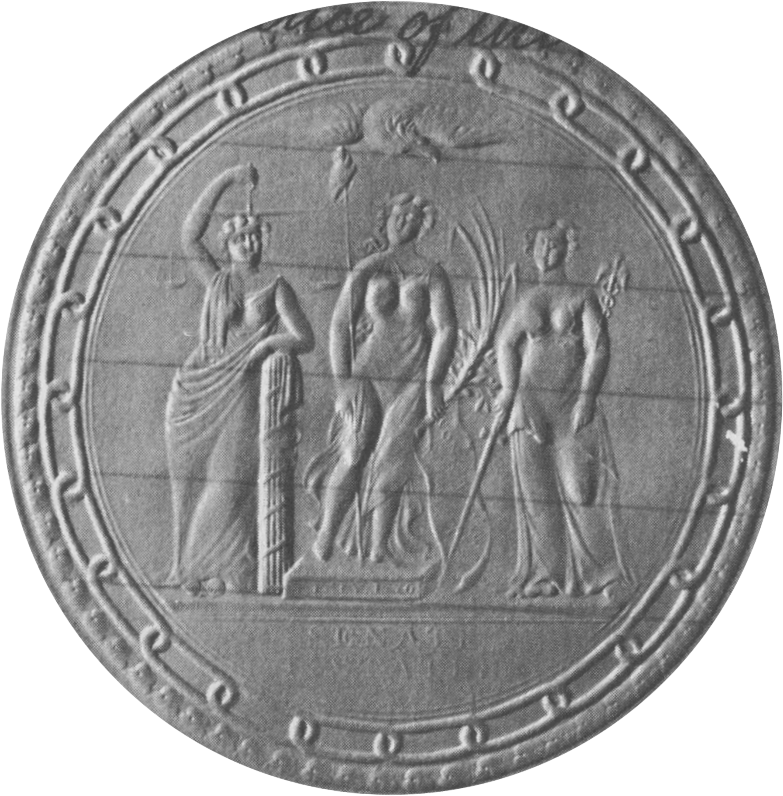
1831年至1880年所用的徽記

到了1830年，第一枚參議院關防已磨損至不堪使用，或因長久未用而遺失了。新的徽記委由時居華盛頓特區的法國藝術家、雕刻家、兼珠寶商Robert G. Lanphier Jr.製作。關防及備用印信由Edward Stabler刻製，他自1830年起擔任桑迪斯普林 (馬里蘭州)的郵政局長，直至1883年去世。Stabler曾於1830年為眾議院刻關防，其後也為當時大多數的聯邦政府部門、若干州和市鎮造印信。
第二版的設計靈感來自當時所流行的希臘和羅馬典範。描繪出三個象徵自由、正義和權力的女性形象，上有雄鷹。徽記繞以代表當時聯邦州數的二十四個鏈環。中央的自由女神站在刻有「1776年7月4日」的平台上，手握套著佛里幾亞無邊便帽的桿子、勝利和歡樂之棕櫚枝，及一卷刻有「憲法，1789年3月4日」的卷軸。畫中的她正行走中，右腳只有腳趾還在地上，身體重心落於左足。正義女神手執正義之天秤，倚著象徵權威的束棒。權力女神右手握劍，左手的蛇杖象徵商業與和平。

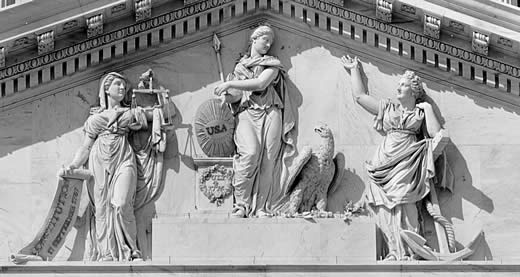
路易基·頗席寇的美利堅之天賦

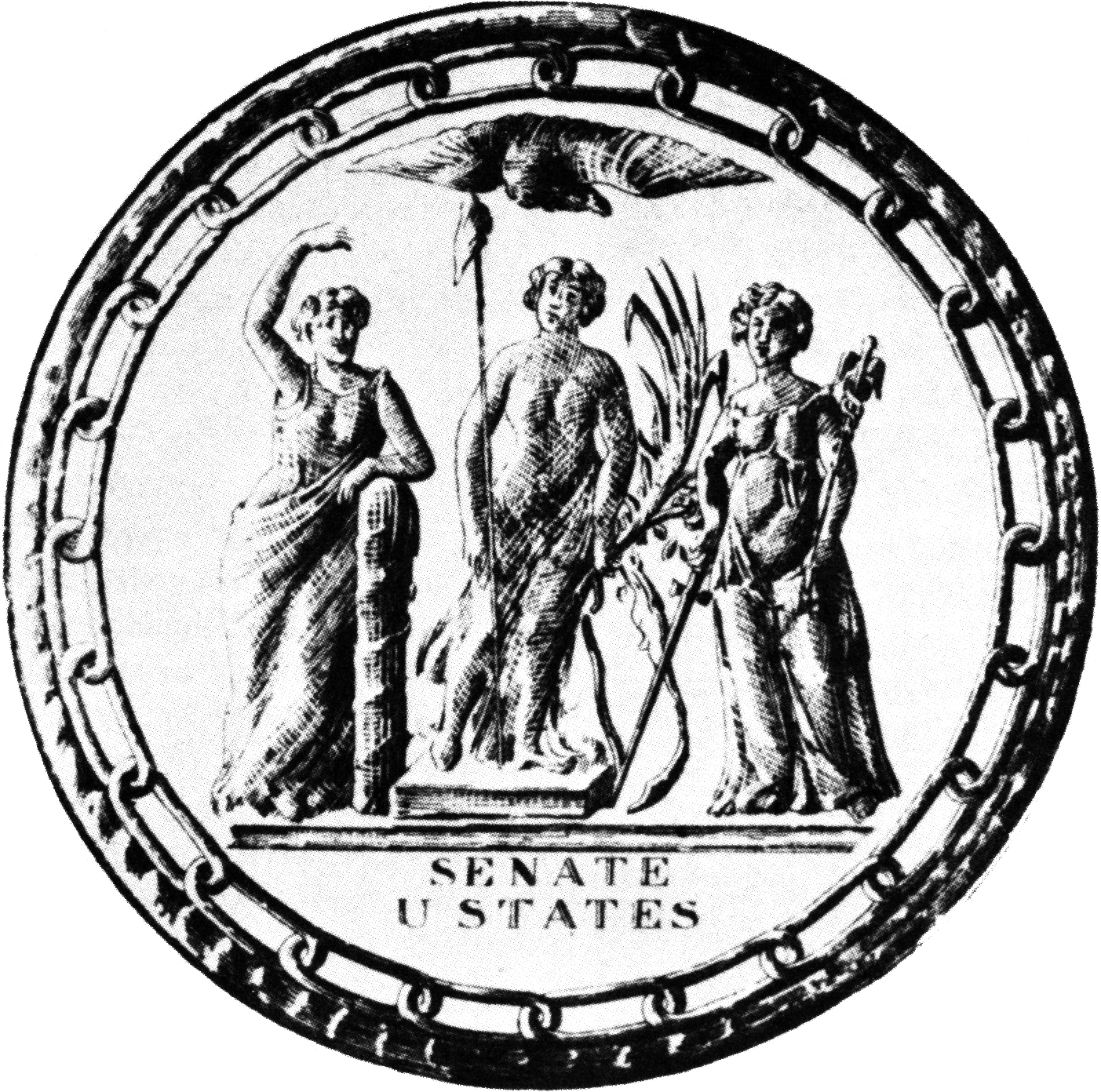
1885年雕版

這一版設計與《美利堅之天賦》頗具相似之處。該雕塑是當時新近完工的國會大廈東側山牆楣飾。由路易基·頗席寇於1825年至1828年間創作，同樣是三個女性形象，分別代表美國、正義、和希望。兩作的共通之處包括7月4日基座、鑴刻了憲法的卷軸、正義天秤、和老鷹。
在1868年對安德魯·詹森總統的彈劾審議中，此印信鈐記於彈劾狀上，和作為證據上呈的副本。這第二枚關防一直使用到1880年，後被發現「塞在國會大廈地下室雜物堆裡」（顯然自1876年在彈劾審議中被頻繁使用後就留在那裡）。該關防當時已嚴重磨損。依1885年3月26日的《每日畫報》上所登載的版畫來看，徽記內既無1776年或1789年的銘文，亦無司法天秤，更沒有辨認得出的卷軸，只能假定在關防上的這些都已經糊了。

#### 1886年的徽記

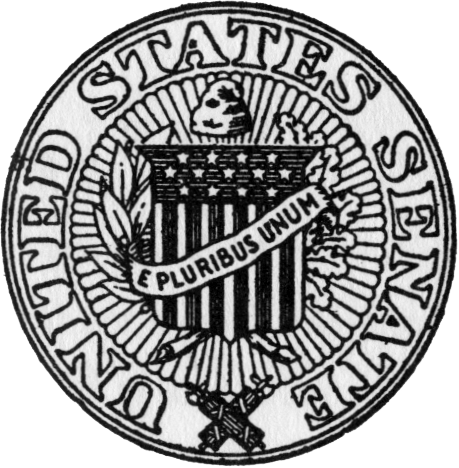
自1886年起所用的徽記

1876年的美國建國百年慶重燃大眾對國家圖騰的興趣，最終促成美國於1885年為此重新設計國徽。1885年3月31日，參議院下令更新其院徽。在討論期間，許多參議員甚至不知道參議院有官方的專屬徽記。
在考量過數種提交上來的設計方案後，參議院選擇了來自費城的雕刻家兼文具商Louis Dreka的。他獲頒35美元以製作徽記與印信。關防直徑1.5英寸，其圖樣使用迄今。關防收藏在桃花心木材質的櫃子中。
官方從未表明是誰應在何種情況下使用該印信。此事當下即加以補救，載於《國會記錄》第17卷第769頁上：
決議，秘書長應監管關防，並用印以檢證流程記錄、副本、和證書於參議院一旦下達指示時。並於其辦公室中以之檢證前述公文書之副本，於其送出副本前。
進入二十世紀後，是由參議院秘書長官方授權多數黨領袖和少數黨領袖用印。

#### 非官方徽記

由於參議院徽僅用於檢證參議院公文書，不作為一般性的圖騰，所以參議院秘書也授權使用替代款非官方性質的參議院徽記。這種替代性徽記以爪中抓著箭矢和橄欖枝的雄鷹為主，環繞以「合眾國參議院」字樣，通用於參議院辦公室，也經常出現在參議院禮品店內所售商品上。更常見的或許是美國國徽的其中一個版本（同樣是爪抓箭矢和橄欖枝的雄鷹），環繞以類似的銘文。這些徽記經常出現於參議院網頁，參議員發言台等場合。眾議院同樣採用類似設計作為其非官方徽記，由於美國國會沒有官方會徽，因此類似的設計也經常用於國會銘文上。

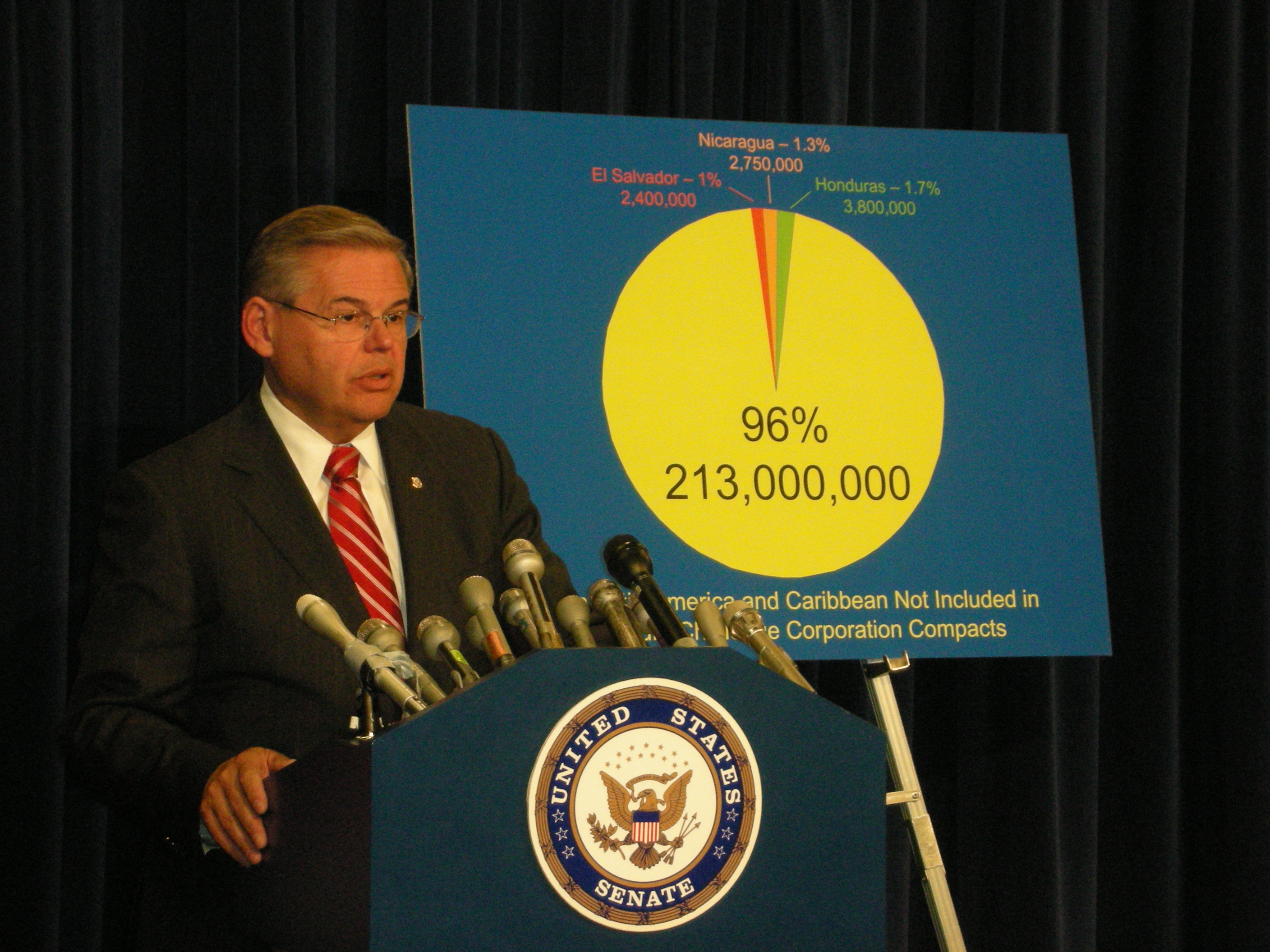
參議員羅伯特·梅南德茲記者會。講台前是替代性徽記

參議院院徽和國徽同受美國法典第18章第713節之保護。以刑法禁制任何人以任何方式故意展示參議院院徽、國徽或其複製品造成受美國政府贊助或許可之假象。參議院道德手冊規定，在大多數情況下，參議院院徽或國徽用於正常的參議院公務行為得當；但被參議員用於商業、個人、或競選活動則為不當。此外，在競選活動中使用任何替代性非官方徽記亦為不當。手冊建議想在競選資料上展示政府圖騰的參議員使用美國國會大廈圓頂圖案。2005 年，眾議員杜克‧康寧漢被人發現在其個人網站上出售包含國會非官方徽記在內的物品，不久後即停售。類似的是，參議員迪克·德賓遭數名部落格主批評，其競選網站播放的一段影片中在角落裡冒出了參議院非官方徽記（國徽變體），影片隨即下架。

## 參議院其他圖騰

### 鷹與盾

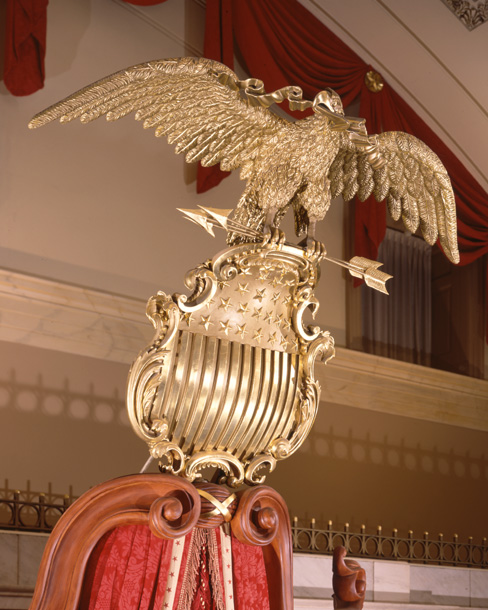
Eagle and Shield

《鷹與盾》是擺放在美國參議院舊議事廳主席台上的鍍金木雕，同於參議院19世紀還在使用該廳時的風貌。該雕件至少可追溯到1838年，曾被當時的一篇報導和丹尼爾·韋伯斯特的演講中提及，說不定還能再上溯至1834年左右。1838年的報導有其原初安置進舊廳時的第一手目擊，並將其雕工直接歸功於Thomas C. Millard先生（1803-1870 年）。紐約市木雕家Millard活躍於1830年代至1860年代，知名於其等身大的動物和人像。鷹的大小同於實物，高53.5英吋（135.9 公分），寬72英吋（182.9 公分），深23英吋（58.4公分），設計承襲美國國徽。參議院於1859年喬遷新址，最高法院接收該廳。盾被安在一扇外門上，鷹則被移到房間別處。1976年，在最高法院遷入自家大樓很久之後，兩雕件被重組回去，並在舊議事廳翻修完後重新擺回講台上。它已成為參議院的永久性圖騰。
自2006年起，該雕件的風格化版本在參議院網站成為標誌，在1999年至2002之年也是。在這前後兩段時期之間，網站上用的則是參議院玻璃彩窗上的院徽。該標誌也用在參議院的一些線上出版物上。

### 參議院法槌

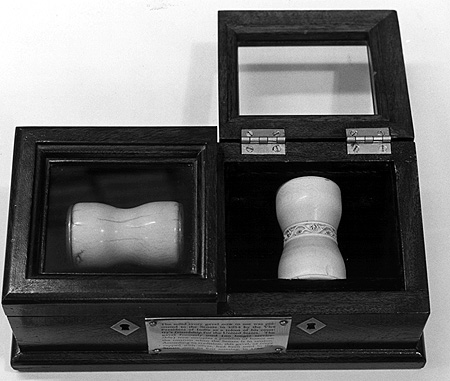
法槌盒裡的新舊法槌

美國參議院臨時議長徽記

參議院法槌由參議院主事者（通常是副總統或臨時議長）舉放以諭知參議院開議或休會。法槌是象牙製，無柄，高21⁄2英吋，直徑13⁄8英吋。原有的法槌至少可追溯至1831年。一說自1789年3月4日舉行的參議院首次會期中，約翰·亞當斯就用上了。
議事槌在1940年代逐漸劣化，於1952年外加銀片以試圖防止進一步損壞。但在1954年，時任副總統理查·尼克森在一場事關原子能的激辯中猛敲法槌致其解體。參議院的官員們希望能一模一樣地複製出法槌，但市面上的象牙不足。參議院官員因此聯繫印度政府求助，為正確數量的象牙需求找到來源。1954年11月17日，印度副總統薩瓦帕利·拉達克里希南親自致贈參議院一把替換的法槌，該議事槌使用迄今。它是原件的完全複製品，但在法槌中心的周圍加了圈裝飾性花環。新舊議事槌都存放在桃花心木盒子裡，每天由一名參議院青年助理將盒子放在主事者的辦公桌上。
參議院慣例由新科參議員每小時輪值主持參議院會議（並因之舉放議事槌），以便其學習參議院議事程序。這通常僅限於多數黨議員，但在參議院席次均等之時，各黨參議員通常都會輪換。
美國參議院臨時議長之徽記包括原法槌的圖樣，甚至帶出法槌的裂紋，外加取自院徽中元素的兩支羽毛筆。

## 外部連結
- Senate website page on the seal
- U.S. Senate History 1878–1920: Senate Seal